# Partei für eine politische Lösung in Kurdistan
Die Partei für eine politische Lösung in Kurdistan (Partiya Çareseriya Demokratik a Kurdistanê, Abk.: PÇDK; arabisch حزب الحل الديمقراطي الكوردستاني) ist eine kurdische Partei, die seit 2002 in der Autonomen Region Kurdistan aktiv ist. Als Teil der Koma Civakên Kurdistan wird die PÇDK als eine Schwesterorganisation der syrischen Partei PYD sowie der Untergrundorganisation PKK angesehen.
Verglichen mit ihren Geschwisterparteien konnte die PÇDK jedoch nie bedeutenden Einfluss erlangen.
Vorsitzender der Partei ist Diyar Garip, der das Amt im Mai 2008 auf dem vierten Parteitag von Faiq Muhammed Gulpi übernahm, sowie Najiba Omar.
Die Partei gilt als Splittergruppe. Bei den Wahlen von 2005 in der Autonomen Region Kurdistan erreichte sie 0,52 Prozent der Stimmen und damit keinen Sitz im Parlament. Bei den nationalen Wahlen 0,062 Prozent. Auch bei den Wahlen im Jahr 2009 konnte die Partei keinen Sitz im Parlament gewinnen.
Am 21. September 2013 erlangte die PÇDK bei den Wahlen für das Parlament der KRG mit 3,605 Stimmen 0,18 % und erreichte somit keinen Sitz im Parlament. Im Vorfeld der Wahlen war der Partei aufgrund von Druck aus der Türkei die Lizenz entzogen worden, letztendlich konnte die Partei jedoch an den Wahlen teilnehmen.
Am 20. Mai 2014 wurden mehrere Mitglieder von Sicherheitskräften der Regierungspartei der Autonomen Region Kurdistan, KDP, im Rahmen einer Operation gegen verschiedene Organisationen in Dohuk, Zaxo und Erbil festgenommen. Die Verhaftungen wurden mit dem Verbot der Partei einige Tage zuvor gerechtfertigt. Die Partei war verboten worden, weil sie eine Demonstration vor dem Parlament der KRG organisiert hatte, bei welcher sie an das Massaker in Erbil im Jahr 1997 erinnern wollte, bei welchem 62 Mitglieder der PKK umgebracht worden waren.
Die KDP schloss die Partei 2015 aus dem Parlament der autonomen Region Kurdistan aus und schloss zudem das Büro der Partei. Die Partei setzte ihre politische Arbeit trotz dieser Hürden fort.

## Politische Positionen

Früheres Logo der PÇDK

Da Feminismus Teil der Ideologie der Partei ist, hatte die Partei bei den Parlamentswahlen 2013 von allen Parteien die höchste Anzahl an weiblichen Kandidaten. Laut dem Direktor des Wahlbürös der PÇDK, Hassan Judi, ist es eines der Hauptziele der Partei, dass die Beteiligung von Frauen nicht unter 50 % liegt. Bei der Wahl im Jahr 2013 wurde die Liste der Partei von einer Frau, Najiba Mahmood angeführt.
Die Partei lehnt die Darstellung ab, sie sei eine Frontorganisation von Kämpfern der PKK, gibt aber zu, dass sie die politische Ideologie der PKK teilt. Zentrale Person in der linken kurdischen Bewegung der PKK und ihrer Ableger ist Abdullah Öcalan. Ursprünglich war die PKK eine marxistische Organisation, überdachte ihre Grundprinzipien jedoch nach dem Ende der Sowjetunion. Die Grundlegende Ideologie der Partei ist der Demokratische Konföderalismus, welchem auch die PKK folgt und welcher von Abdullah Öcalan entwickelt wurde.

## Internationale Beziehungen
Auch wenn die PKK in den Vereinigten Staaten als Terrororganisation betrachtet wird, ist die PÇDK nicht explizit anti-amerikanisch. „Früher haben wir die USA als die größte aller imperialistischen Kräfte betrachtet. Wir waren eine marxistische Partei, die eine sozialistische Zukunft anstrebte. Doch nach dem die Sowjetunion zusammenbrach, begannen wir mit einem Prozess, in dem wir den Marxismus überdachten und tatsächlich schrieb unser Anführer Abdullah Öcalan mehrere Bücher zu diesem Thema,“ sagte der ehemalige Parteivorsitzende, Fayaq Golpi. Er fügte hinzu, dass man in der Ära der Globalisierung Realitäten nicht ignorieren könne. „Stattdessen wandten wir uns Demokratie und Föderalismus zu. Nach der Befreiung des Iraks und des Sturzes Saddam Husseins veränderten sich viele Dinge-insbesondere die Rolle der USA.“
Die Beziehungen zur Türkei sind wegen der Verbindungen zwischen PKK und PÇDK äußerst schlecht. Da die Türkei fürchtete, die PÇDK könne die Macht im irakischen Kurdistan erlangen und das Land noch mehr als bereits heute in eine Hochburg der PKK verwandeln (bislang operiert die PKK hauptsächlich im Kandil-Gebirge sowie an der Front mit dem IS), drängte die türkische Regierung die KRG dazu, den Aufstieg der PÇDK zu verhindern, was dazu führte, dass der Partei Lizenzen für die Wahlen verwehrt und das Parteibüro aufgelöst wurden.
Die PÇDK ihrerseits beschuldigte die Türkei und die Regierungspartei AKP Ende 2011, dass sie ein Massaker mit chemischen und anderen verbotenen Waffen am kurdischen Volk plane und ohne jegliche ethische Grundsätze kämpfe.
Die Partei behauptete außerdem, dass „internationale Gemeinschaften, Institutionen und sogenannte demokratische Staaten in angesicht dessen still geblieben wären.“ Sie rief die Peschmerga dazu auf, ihre nationale Pflicht zu erfüllen und die Kurden in der Türkei davor zu schützen, massakriert zu werden.